# Neves Bendinha (Maianga)
Neves Bendinha é um bairro angolano que se localiza na província de Luanda, no município de Maianga.
Anteriormente foi conhecido como "Bairro Popular".
Foi nomeado em homenagem a Adão Neves Bendinha, líder guerrilheiro dos ataques a Luanda em fevereiro de 1961.
O bairro dispõe do importante Hospital Geral Especializado Neves Bendinha (ou Hospital dos Queimados).